# Johnny Cecotto, Jr.
Johnny Cecotto Junior (Augsburg, NSZK, 1989. szeptember 9. –) venezuelai autóversenyző, Johnny Cecotto volt motor-, és autóversenyző fia. Német állampolgársággal is rendelkezik, de Venezuela színeiben áll rajthoz.

## Pályafutása
Kartinggal kezdte pályafutását, majd édesapjával ellentétben az autóversenyzést választotta. 2005-ben debütált a Formula BMW versenyen, és a Formula Renault néhány versenyfutamán is részt vett. 2006-ban több versenyen is szerepelt, de a Német Formula–3 bajnokságon volt a legsikeresebb, ahol a 11. helyen végzett. Szintén 2006-ban részt vett a Formula Renault Észak-Európai kupaversenyén, az Olasz Formula Renault bajnokságon, valamint az Euroseries 3000-ben, ahol a 17. helyezést szerezte meg. 2007-ben vett részt először a Nemzetközi Formula–3 versenyen, ahol a 8., egy versenyhétvégén az Euroseries 3000-ben pedig a 20. helyen végzett. 2008-ban visszatért a Német Formula–3 bajnokságba. 2009-ben a HBR Motorsporttal indult a Formula-3 Euroseries-ben. Bár Cecotto jobb volt csapattársainál, nem sikerült pontot szereznie. 2009 szeptemberében debütált a GP2 versenysorozatban, a David Price Racing csapatban Franck Perera helyére került. A Trident Racinggel kezdett a 2009–2010-es GP2 Asia Series-ben, s bár pontszerző volt, az első versenyhétvége után Dani Clos került a helyére. A 2010-es GP2-szezonra visszatért a Trident Racinghez, Monacóban szerezte meg első pontjait, de 8 verseny után Eduardo Piscopo került a helyére. A Super Nova Racingben versenyzett a 2011-es GP2 Asia Seriesben. A 2011-es szezonra az Ocean Racing Technologytól kapott szerződést. A szezon befejeződése után sikerrel abszolválta a Formula–1 tesztet a Force India Racing csapatnál, ahol Max Chiltonnal és Nico Hülkenberggel közösen tesztelték a Formula–1-es versenyautókat. 2012-ben a Barwa Addax Teammel fog starthoz állni. Johnny Cecotto, Jr.-t édesapja segíti pályáján.

## Eredményei

### Teljes Formula–3 Euroseries eredménysorozata
| Év   | Sorozat        | Kasztni          | Motor    | 1        | 2        | 3        | 4        | 5        | 6        | 7        | 8        | 9        | 10       | 11       | 12       | 13    | 14    | 15    | 16    | 17    | 18    | 19    | 20    | Helyezés | Pont |
| ---- | -------------- | ---------------- | -------- | -------- | -------- | -------- | -------- | -------- | -------- | -------- | -------- | -------- | -------- | -------- | -------- | ----- | ----- | ----- | ----- | ----- | ----- | ----- | ----- | -------- | ---- |
| 2009 | HBR Motorsport | Dallara F308/052 | Mercedes | HOC 1 21 | HOC 2 Ki | LAU 1 16 | LAU 2 Ki | NOR 1 17 | NOR 2 Ki | ZAN 1 15 | ZAN 2 20 | OSC 1 17 | OSC 2 19 | NÜR 1 16 | NÜR 2 11 | BRH 1 | BRH 2 | CAT 1 | CAT 2 | DIJ 1 | DIJ 2 | HOC 1 | HOC 2 | 26.      | 0    |

### Teljes GP2-es eredménysorozata
| Év   | Csapat                  | 1          | 2          | 3            | 4           | 5          | 6            | 7          | 8           | 9          | 10         | 11          | 12         | 13         | 14         | 15         | 16         | 17         | 18          | 19         | 20          | 21        | 22         | 23         | 24        | Helyezés | Pont |
| ---- | ----------------------- | ---------- | ---------- | ------------ | ----------- | ---------- | ------------ | ---------- | ----------- | ---------- | ---------- | ----------- | ---------- | ---------- | ---------- | ---------- | ---------- | ---------- | ----------- | ---------- | ----------- | --------- | ---------- | ---------- | --------- | -------- | ---- |
| 2009 | David Price Racing      | CAT FEA    | CAT SPR    | MON FEA      | MON SPR     | IST FEA    | IST SPR      | SIL FEA    | SIL SPR     | NÜR FEA    | NÜR SPR    | HUN FEA     | HUN SPR    | VAL FEA    | VAL SPR    | SPA FEA    | SPA SPR    | MNZ FEA 18 | MNZ SPR 16  | ALG FEA Ni | ALG SPR 18  |           |            |            |           | 30.      | 0    |
| 2010 | Trident Racing          | CAT FEA Ki | CAT SPR 17 | MON FEA 9    | MON SPR 4   | IST FEA 12 | IST SPR 12   | VAL FEA Ki | VAL SPR 14  | SIL FEA 18 | SIL SPR 23 | HOC FEA 13  | HOC SPR Ki | HUN FEA Ki | HUN SPR 13 | SPA FEA 10 | SPA SPR Ki | MNZ FEA    | MNZ SPR     | YMC FEA    | YMC SPR     |           |            |            |           | 23.      | 3    |
| 2011 | Ocean Racing Technology | IST FEA Ki | IST SPR 13 | CAT FEA 14   | CAT SPR 13  | MON FEA Ki | MON SPR 17   | VAL FEA 14 | VAL SPR 17  | SIL FEA 12 | SIL SPR Ki | NÜR FEA 10  | NÜR SPR Ki | HUN FEA Ki | HUN SPR Ki | SPA FEA 11 | SPA SPR 8  | MNZ FEA 17 | MNZ SPR 15  |            |             |           |            |            |           | 24.      | 0    |
| 2012 | Barwa Addax Team        | SEP FEA Ki | SEP SPR 22 | BHR1 FEA Ret | BHR1 SPR 22 | BHR2 FEA 9 | BHR2 SPR Ret | CAT FEA 18 | CAT SPR 13  | MON FEA 1  | MON SPR Ki | VAL FEA Kiz | VAL SPR Ki | SIL FEA 2  | SIL SPR 18 | HOC FEA 1  | HOC SPR 6  | HUN FEA Ki | HUN SPR Ki  | SPA FEA 17 | SPA SPR Ki  | MNZ FEA 2 | MNZ SPR 5  | MRN FEA Ki | MRN SPR 9 | 9.       | 104  |
| 2013 | Arden International     | SEP FEA 12 | SEP SPR 5  | BHR FEA 10   | BHR SPR 12  | CAT FEA 8  | CAT SPR 5    | MON FEA Ki | MON SPR Kiz | SIL FEA 17 | SIL SPR Ki | NÜR FEA 10  | NÜR SPR 5  | HUN FEA 21 | HUN SPR Ki | SPA FEA 14 | SPA SPR 7  | MNZ FEA 12 | MNZ SPR 8   | MRN FEA 14 | MRN SPR 6   | YMC FEA 8 | YMC SPR Ki |            |           | 16.      | 41   |
| 2014 | Trident                 | BHR FEA 21 | BHR SPR 14 | CAT FEA 1    | CAT SPR 6   | MON FEA 4  | MON SPR 4    | RBR FEA 6  | RBR SPR 1   | SIL FEA 6  | SIL SPR 3  | HOC FEA 7   | HOC SPR Ki | HUN FEA Ki | HUN SPR Ki | SPA FEA 3  | SPA SPR 2  | MNZ FEA 10 | MNZ SPR Ki  | SOC FEA 19 | SOC SPR 23† | YMC FEA 6 | YMC SPR 6  |            |           | 5.       | 140  |
| 2015 | Hilmer Motorsport       | BHR FEA    | BHR SPR    | CAT FEA 21   | CAT SPR Ki  | MON FEA 20 | MON SPR Ki   | RBR FEA    | RBR SPR     |            |            |             |            |            |            |            |            |            |             |            |             |           |            |            |           | 28.      | 0    |
| 2015 | Carlin                  |            |            |              |             |            |              |            |             | SIL FEA 13 | SIL SPR 25 | HUN FEA     | HUN SPR    | SPA FEA    | SPA SPR    |            |            |            |             |            |             |           |            |            |           | 28.      | 0    |
| 2015 | Trident                 |            |            |              |             |            |              |            |             |            |            |             |            |            |            | MNZ FEA 18 | MNZ SPR 13 | SOC FEA 13 | SOC SPR 22† | BHR FEA    | BHR SPR     | YMC FEA   | YMC SPR    |            |           | 28.      | 0    |
| 2016 | Rapax                   | CAT FEA    | CAT SPR    | MON FEA      | MON SPR     | BAK FEA    | BAK SPR      | RBR FEA    | RBR SPR     | SIL FEA    | SIL SPR    | HUN FEA     | HUN SPR    | HOC FEA    | HOC SPR    | SPA FEA    | SPA SPR    | MNZ FEA    | MNZ SPR     | SEP FEA 13 | SEP SPR 9   | YMC FEA 7 | YMC SPR 2  |            |           | 18.      | 18   |

† A versenyző nem fejezte be a futamot, de eredményét értékelték, mivel teljesítette a versenytáv 90%-át.

### Teljes GP2 Asia Series eredménysorozata
| Year    | Entrant           | 1          | 2          | 3          | 4          | 5        | 6        | 7        | 8        | Helyezés | Pont |
| ------- | ----------------- | ---------- | ---------- | ---------- | ---------- | -------- | -------- | -------- | -------- | -------- | ---- |
| 2009–10 | Trident Racing    | YMC1 FEA 7 | YMC1 SPR 6 | YMC2 FEA   | YMC2 SPR   | BHR1 FEA | BHR1 SPR | BHR2 FEA | BHR2 SPR | 17.      | 3    |
| 2011    | Super Nova Racing | YMC FEA 15 | YMC SPR 7  | IMO FEA 16 | IMO SPR 19 |          |          |          |          | 15.      | 0    |

### Teljes Auto GP eredménysorozata
| Év   | Csapat      | 1       | 2       | 3     | 4     | Helyezés | Pont |
| ---- | ----------- | ------- | ------- | ----- | ----- | -------- | ---- |
| 2015 | Virtuosi UK | HUN 1 5 | HUN 2 3 | SIL 1 | SIL 2 | 8.‡      | 22‡  |

‡ Pozíció a szezon lefújásának pillanatában.

### Teljes Formula V8 3.5 eredménysorozata
| Év   | Csapat        | 1       | 2       | 3     | 4       | 5         | 6        | 7     | 8     | 9     | 10    | 11    | 12    | 13    | 14    | 15    | 16    | 17    | 18    | Helyezés | Pont |
| ---- | ------------- | ------- | ------- | ----- | ------- | --------- | -------- | ----- | ----- | ----- | ----- | ----- | ----- | ----- | ----- | ----- | ----- | ----- | ----- | -------- | ---- |
| 2016 | RP Motorsport | ALC 1 9 | ALC 2 6 | HUN 1 | HUN 2 6 | SPA 1 12† | SPA 2 Ki | LEC 1 | LEC 2 | SIL 1 | SIL 2 | RBR 1 | RBR 2 | MNZ 1 | MNZ 2 | JER 1 | JER 2 | CAT 1 | CAT 2 | 14.      | 42   |

† A versenyző nem fejezte be a futamot, de eredményét értékelték, mivel teljesítette a versenytáv 90%-át.

### Teljes FIA Formula–2-es eredménysoroazata
| Év   | Csapat | 1          | 2         | 3          | 4          | 5         | 6         | 7          | 8          | 9       | 10      | 11      | 12      | 13      | 14      | 15      | 16      | 17      | 18      | 19      | 20      | 21      | 22      | Helyezés | Pont |
| ---- | ------ | ---------- | --------- | ---------- | ---------- | --------- | --------- | ---------- | ---------- | ------- | ------- | ------- | ------- | ------- | ------- | ------- | ------- | ------- | ------- | ------- | ------- | ------- | ------- | -------- | ---- |
| 2017 | Rapax  | BHR FEA 15 | BHR SPR 9 | CAT FEA 17 | CAT SPR 10 | MON FEA 8 | MON SPR 2 | BAK FEA Ki | BAK SPR 14 | RBR FEA | RBR SPR | SIL FEA | SIL SPR | HUN FEA | HUN SPR | SPA FEA | SPA SPR | MNZ FEA | MNZ SPR | JER FEA | JER SPR | YMC FEA | YMC SPR | 16.      | 16   |

## Fordítás
Ez a szócikk részben vagy egészben  a   Johnny Cecotto jr. című német Wikipédia-szócikk fordításán alapul.  Az eredeti cikk szerkesztőit annak laptörténete sorolja fel. Ez a jelzés csupán a megfogalmazás eredetét és a szerzői jogokat jelzi, nem szolgál a cikkben szereplő információk forrásmegjelöléseként.